# Skorpions Varese 2013
Questa voce raccoglie le informazioni riguardanti gli Skorpions Varese nelle competizioni ufficiali della stagione 2013.

## Roster
| Roster degli Skorpions Varese (2013) |
| --- |
| Quarterback - 19 Paolo Zanella - 6 Giacomo Micheli QB/WR Running Back - 20 Miguel Angel Garnica Gallardo RB/WR - 22 Cristian Bianchi Wide Receiver - 47 Noel Vaz Filho - 83 Antonio Raffaele WR/TE/DL - 88 Marco Facetti Tight End - 3 Pietro Limido DE/TE Offensive Linemen - 54 Marco Fortunali C - 56 Christian Muñoz Velez - 77 Federico Tagnocchetti Defensive Linemen - 71 Edoardo Capedri DL/OL - 78 Ruben Edgardo Encarnacion Tovar DL/LB Linebacker - 8 Matteo Barausse - 37 Kevin Muñoz Velez - 53 Emilio Yturrizaga Perez - 55 Fabio Raffaele Defensive Back - 9 Stefano Granelli FS/K/PR - 30 Claudio Carelli CB - 32 Tommaso Digennaro CB - 43 Pierangelo Aimetti FS Special Team Coaching staff Giorgio Nardi |

## Campionato Italiano Football a 9 2013

### Regular season
| Arbitro: | M. Sala |

|                                                     |           | |
| Carozzi M. Q3 (TD) 6d run Crimella L. Q3 (tpc) rush | Marcatori | Bianchi C. Q1 (TD) 38yd run Bianchi C. Q1 (pat) Garnica Gallardo M.A. Q2 (TD) 10yd pass da Micheli G. Bianchi C. Q2 (TD) 1yd run Bianchi C. Q4 (TD) 14yd run |

| Arbitro: | J. Leonard |

| |           | |
| Bianchi C. Q1 (TD) 7yd run Granelli S. Q1 (pat) Garnica Gallardo M.A. Q2 (TD) 89yd kickoff return Bianchi C. Q2 (TD) 1yd run Granelli S. Q3 (TD) 21yd run | Marcatori | Rolando M. Q1 (TD) 5yd pass da Zanforlin N. Maj U. Q2 (TD) 4yd run Zanforlin N. Q2 (tpc) rush Zulian D. Q3 (TD) 85yd kickoff return Terramocci A. Q3 (tpc) rush Maj U. Q3 (TD) 1yd run Di Lorenzo A. Q4 (TD) 4yd run Ferrari M. Q4 (tpc) pass da Zanforlin N. |

| Arbitro: | D. Galluppi |

| |           |                          |
| Granelli S. Q1 (TD) 81yd kickoff return Granelli S. Q2 (TD) 3yd run Bianchi C. Q2 (TD) 16yd run Granelli S. Q2 (pat) Granelli S. Q3 (TD) 84yd run | Marcatori | Bossi M. Q1 (TD) 6yd run |

| Arbitro: | Oguis |

|  |           |                                               |
|  | Marcatori | Gargantini L. Q3 (TD) endzone fumble recovery |

| Arbitro: | V. Liguori |

| |           | |
| Zanforlin N. Q2 (TD) 1yd run Massironi F. Q2 (tpc) rush Massironi F. Q2 (TD) 6yd run Terramocci A. Q2 (tpc) rush Terramocci A. Q3 (TD) 21yd run Maj U. Q3 (tpc) rush Maj U. Q4 (TD) 10yd run Massironi F. Q4 (tpc) rush | Marcatori | Bianchi C. Q1 (TD) 34yd run Facetti M. Q1 (tpc) pass da Zanella P. Granelli S. Q2 (TD) 11yd run Garnica Gallardo M.A. Q2 (tpc) pass da Zanella P. Bianchi C. Q2 (TD) 62yd run Garnica Gallardo M.A. Q3 (TD) 11yd run Bianchi C. Q4 (TD) 21yd run |

| Arbitro: | C. Tomaz |

|  |           | |
|  | Marcatori | Bianchi C. Q1 (TD) 3yd run Garnica Gallardo M.A. Q1 (tpc) rush Granelli S. Q2 (TD) 18yd run Granelli S. Q2 (tpc) pass da Zanella P. Raffaele A. Q2 (TD) 12yd pass da Zanella P. Bianchi C. Q2 (TD) 14yd run Micheli G. Q2 (tpc) pass da Zanella P. Garnica Gallardo M.A. Q2 (TD) 34yd pass da Zanella P. Garnica Gallardo M.A. Q3 (TD) 1yd run Facetti M. Q3 (tpc) pass da Zanella P. Granelli S. Q4 (TD) 22yd run Facetti M. Q4 (tpc) pass da Zanella P. Digennaro T. Q4 (TD) 9yd run |

### Playoff
| Arbitro: | S. D'Amato |

| |           | |
| Boscia B. Q2 (TD) 2yd run Girelli T. Q2 (TD) 74yd run Tomasi M. Q3 (TD) 51yd run Boscia B. Q4 (TD) 2yd run Girelli T. (OT) (TD) 5yd run Girelli T. (OT) (TD) 3yd run | Marcatori | Micheli G. Q1 (TD) 27yd pass da Zanella P. Micheli G. Q1 (tpc) pass da Zanella P. Facetti M. Q3 (TD) 20yd pass da Zanella P. Facetti M. Q3 (tpc) pass da Zanella P. Granelli S. Q4 (TD) 1yd run Facetti M. Q3 (tpc) pass da Zanella P. Bianchi C. (OT) (TD) 1yd run Granelli S. (OT) (TD) 18yd run Garnica Gallardo M.A. (OT) (tpc) pass da Zanella P. |

| Arbitro: | Catalfamo |

|  |           | |
|  | Marcatori | Granelli S. Q1 (TD) 1yd run Limido P. Q1 (tpc) pass da Zanella P. Garnica Gallardo M.A. Q2 (TD) 4yd run Raffaele A. Q2 (TD) 16yd pass da Zanella P. Encarnacion Tovar R. Q2 (saf) Raffaele A. Q4 (TD) 19yd pass da Zanella P. |

| Cavallermaggiore 9 giugno 2013, ore 21:00 CEST Semifinale - Nord Conference | Bills Cavallermaggiore | 39 – 20 (12-8 6-6 14-0 7-6) | Skorpions Varese | C.S. San Giorgio, via Fiume 33 (550 spett.) |
| Petrone W. Q1 ( TD ) run Astore L. Q1 ( TD ) run Petrone W. Q2 ( TD ) run Petrone W. Q3 ( TD ) Petrone W. Q3 ( TD ) Moumine A. Q3 ( tpc ) Saglia A. Q4 ( TD ) Capello D. Q4 ( pat ) Marcatori Facetti M. Q1 ( TD ) 70yd pass da Zanella P. Garnica Gallardo M.A. Q1 ( tpc ) rush Garnica Gallardo M.A. Q2 ( TD ) 2yd run Garnica Gallardo M.A. Q4 ( TD ) 10yd run |                        | |                  |                                             |
| |                        | |                  |                                             |
| Petrone W. Q1 (TD) run Astore L. Q1 (TD) run Petrone W. Q2 (TD) run Petrone W. Q3 (TD) Petrone W. Q3 (TD) Moumine A. Q3 (tpc) Saglia A. Q4 (TD) Capello D. Q4 (pat) | Marcatori              | Facetti M. Q1 (TD) 70yd pass da Zanella P. Garnica Gallardo M.A. Q1 (tpc) rush Garnica Gallardo M.A. Q2 (TD) 2yd run Garnica Gallardo M.A. Q4 (TD) 10yd run |                  |                                             |

## Statistiche di squadra
| Competizione | %Vittorie | In casa | In casa | In casa | In casa | In casa | In casa | In trasferta | In trasferta | In trasferta | In trasferta | In trasferta | In trasferta | Totale | Totale | Totale | Totale | Totale | Totale |
| Competizione | %Vittorie | G       | V       | N       | P       | Pf      | Ps      | G            | V            | N            | P            | Pf           | Ps           | G      | V      | N      | P      | Pf     | Ps     |
| ------------ | --------- | ------- | ------- | ------- | ------- | ------- | ------- | ------------ | ------------ | ------------ | ------------ | ------------ | ------------ | ------ | ------ | ------ | ------ | ------ | ------ |
| Campionato   | .500      | 3       | 1       | 0       | 2       | 50      | 48      | 3            | 2            | 0            | 1            | 92           | 44           | 6      | 3      | 0      | 3      | 142    | 92     |
| Playoff      | .667      | 0       | 0       | 0       | 0       | 0       | 0       | 3            | 2            | 0            | 1            | 76           | 55           | 3      | 2      | 0      | 1      | 76     | 55     |
| Totale       | .556      | 3       | 1       | 0       | 2       | 50      | 48      | 6            | 4            | 0            | 2            | 168          | 99           | 9      | 5      | 0      | 4      | 218    | 147    |